# Léonel Beaudoin
Pour les articles homonymes, voir Beaudoin.
Léonel Beaudoin (né le 13 septembre 1924 et mort le 28 juillet 2021) est un agent d'assurance et homme politique fédéral du Québec.

## Biographie
Né à Cookshire dans la région de l'Estrie, il tente de devenir député de la circonscription fédérale de Richmond—Wolfe en 1965, mais fut défait par le libéral Patrick Tobin Asselin. Élu député du Ralliement créditiste dans Richmond en 1968, il fut réélu en 1972 et comme député du Crédit social en 1974. Il ne se représenta pas en 1979.
Il est président du caucus du Crédit social en 1976.